# علی صارمی
علی صارمی (زاده ۱۳۲۷ در بروجرد – درگذشته ۷ دی ۱۳۸۹ در تهران) زندانی سیاسی بود که به جرم همکاری با سازمان مجاهدین و محاربه به اعدام محکوم شده و در تاریخ ۷ دی ۱۳۸۹ در زندان اوین به دار آویخته شد.

## دستگیری
او یکی از قدیمی‌ترین زندانی‌های سیاسی ایران بوده‌است. او در مجموع حدود ۲۳ سال در زندان‌های ایران پیش و پس از انقلاب ۱۳۵۷ زندانی بود. پس از انقلاب برای اولین بار به جرم همکاری با مجاهدین در سال ۱۳۶۱ به سه سال حبس محکوم شد. پس از آن دوباره در سال ۱۳۶۸ به جرم هواداری از مجاهدین به اعدام محکوم شد. این حکم به ۱۰ سال حبس کاهش یافت. به ادعای خبرگزاری‌های دولتی ایران او در سال ۱۳۸۱ به قرارگاه اشرف رفته و آموزش‌های لازم را فرا دیده‌است. این در حالی است که او برای دیدار فرزندش به این اردوگاه در عراق رفته بود. پس از چند دستگیری و آزادی بعد از این اتفاق، او در شهریور ۱۳۸۶، در سالگرد اعدام زندانیان ۱۳۶۷ در محل کارش، دستگیر می‌شود. دادستان تهران دستگیری او را برای آخرین بار را تاریخ ۲۷ شهریور ۱۳۸۸ اعلام کرده‌است. این تاریخ توسط سازمان‌های حقوق بشری رد شده‌است. در طول مدتی که برای آخرین بار زندانی بود ۷ ماه را در بند ۲۰۹ اوین و بقیه را در بند ۳۵۰ گذراند. در این مدت مورد شکنجه‌های زیادی قرار گرفت.

## محاکمه
دادستانی تهران صارمی را متهم به تبلیغ علیه نظام جمهوری اسلامی کرده بود. بر اساس همین اتهام دادگاه انقلاب تهران به ریاست قاضی صلواتی در تابستان ۱۳۸۸ او را به اعدام محکوم کرد. این حکم در دادگاه استیناف نیز تأیید شد.

## حمایت‌های حقوق بشری
سازمان‌های حقوق بشری زیادی برای جلوگیری از اعدام او تلاش کردند. از آن‌ها می‌توان به سازمان عفو بین‌الملل اشاره کرد که برای جلوگیری از اعدام او نامه‌نگاری‌های زیادی با مسئولان حکومت جمهوری اسلامی ایران انجام داد.

## اعدام
اعدام وی در سحرگاه ۲۷ دی ماه ۱۳۸۹ در زندان اوین صورت گرفت. این اعدام بدون اطلاع خانواده و وکیل وی صورت گرفت. پس از اعدام وی خانواده و بستگان وی که در برابر زندان اوین تجمع کرده بودند برای مدت کوتاهی دستگیر شدند. جنازهٔ وی نیز پس از اعدام توسط نیروهای امنیتی و شبانه در روستای امیرآباد بروجرد دفن شد.
سازمان مجاهدین پس اعدام وی، او را یکی از اعضای خود نامید، در حالی که او فقط برای دیدار فرزندش به قرارگاه اشرف رفته بود. برادر وی عضویت او را در سازمان مجاهدین تکذیب کرده و فقط هواداری وی را از این گروه تأیید کرده‌است.